# Боксерські рукавички

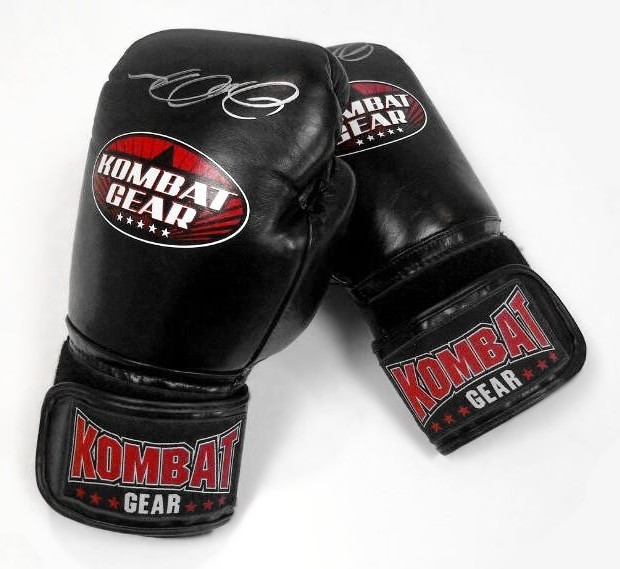
Боксерські рукавички.

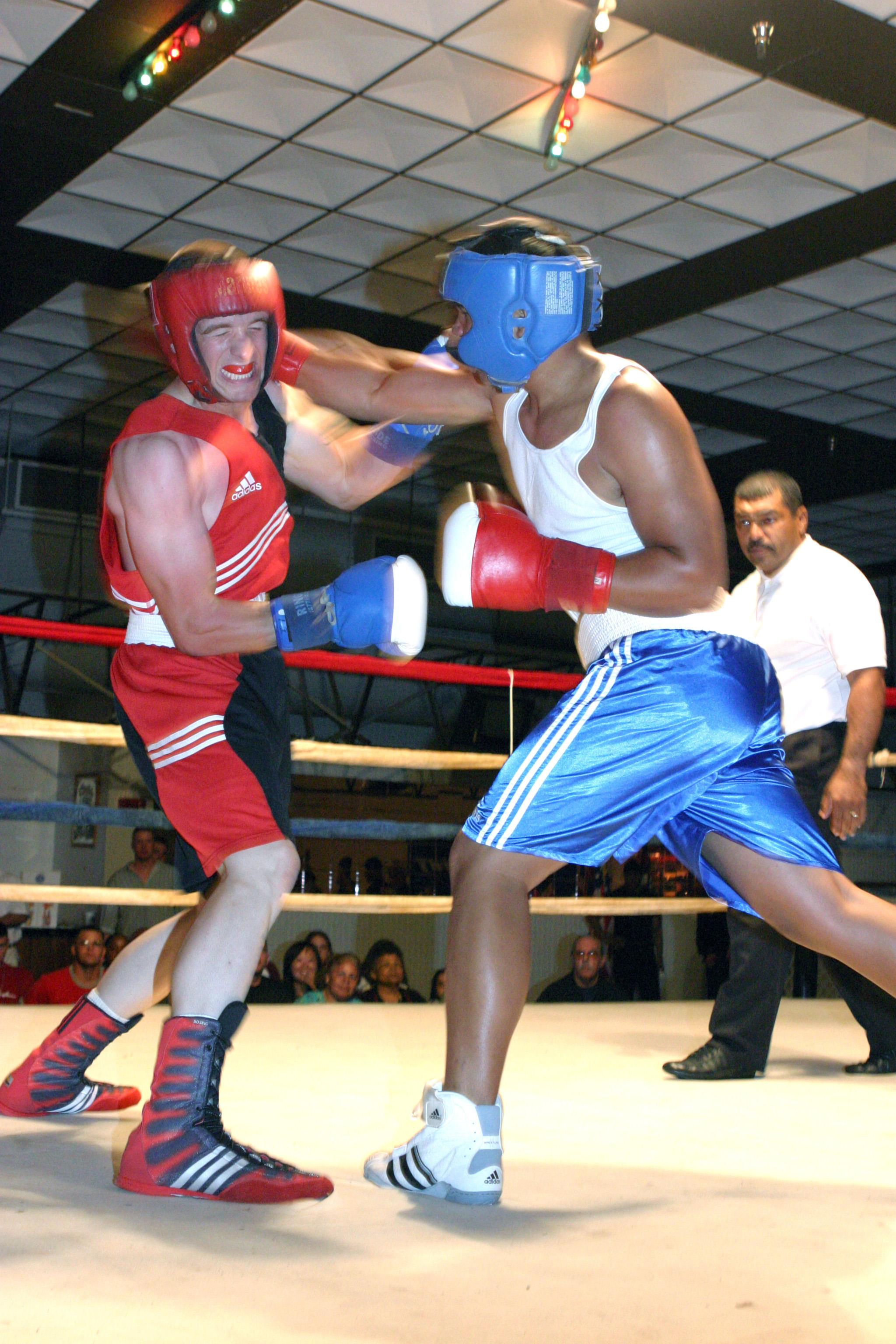
Боксери-аматори в боксерських рукавичках.

Боксерські рукавички — вид боксерської екіпіровки, що служить для захисту рук спортсмена і частин тіла спаринг-партнера під час тренувань та поєдинків. Почали застосовуватися в боксі приблизно з 1920-х років. Їх використовують спортсмени й інших єдиноборств з застосуванням ударів кулаками — практиканти змішаних бойових мистецтв, тайбоксери, кікбоксери, тощо.

## Загальні відомості
За призначенням поділяються на три групи — бойові, тренувальні та снарядні. У залежності від призначення рукавичок може бути різним їх вага і матеріал (шкіра або шкіряний ерзац) виготовлення. Боксерські рукавички обов'язкові для роботи з партнером в боксі.
Також боксерські рукавички розрізняють по вазі — суворо в унціях (так як сам бокс родом з Англії). Мінімальна вага вживаних в даний час боксерських рукавичок — 4 унції. Ці рукавички використовуються дітьми в тренувальному процесі. Максимальна вага може досягати 22 унції, що складає близько 0,624 кг. Їх застосовують переважно боксери у суперважкій ваговій категорії для тренувань та спарингів. При цьому класифікація тренувальних рукавичок визначається наступним принципом: чим більше маса рукавичок в унціях, тим рукавички м'якші і травмобезпечні. В американських школах боксу найчастіше зустрічаються правила, які забороняють на тренуваннях бійцям використовувати рукавички нижче 16 унцій. Нормальна вага боксерських рукавичок для змагань серед аматорів — 10 унцій. Професіонали використовують у своїх боях рукавички від 6 до 12 унцій, залежно від рангу бою і маси боксерів.
В аматорському боксі для змагань застосовують особливі рукавички: шкіряні червоного або синього кольору з вираженою білою плямою для спрощення підрахунку очок суддями. Також рукавички для боксерів-аматорів роблять максимально безпечними. За вимогами AIBA рука в них не стискується в кулак, що скорочує енергію від удару в кілька разів, дає змогу зменшити травмування боксера.